# Lindleya mespiloides
Lindleya
Genre
Espèce
Lindleya mespiloides, unique représentant du genre Lindleya, est une espèce d'arbustes de la famille des Rosaceae, endémique du Mexique.

## Description

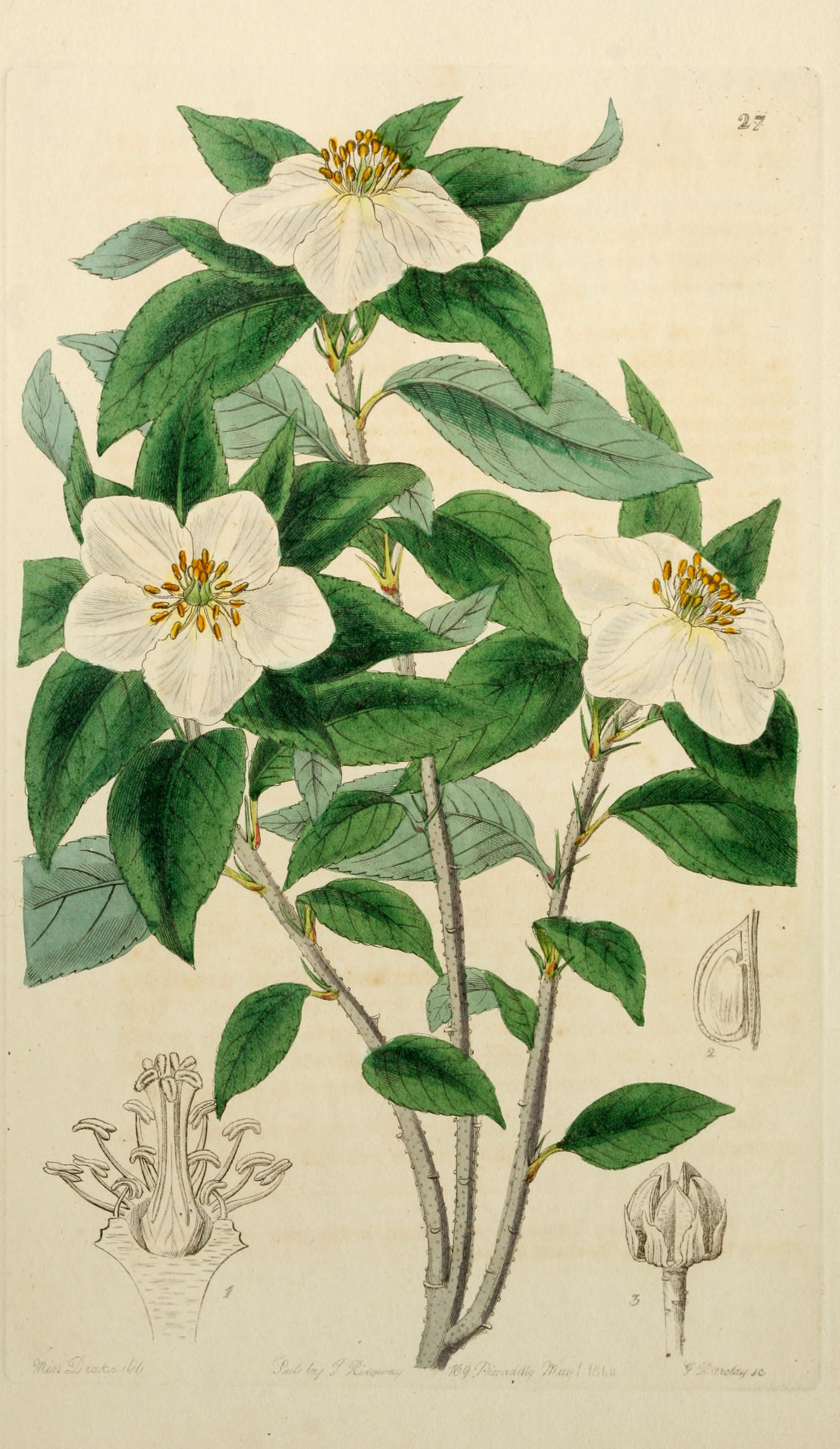
Illustration botanique.

C'est un arbuste à feuilles persistantes, simples, alternes, à limbe vert brillant, coriace et glabre sur les deux faces. Les fleurs possèdent cinq pétales blancs et cinq sépales, généralement vingt étamines, et cinq carpelles. Les fruits sont des capsules possédant deux graines par locule.

## Habitat et répartition
C'est une espèce endémique du Mexique,, caractéristique du désert de Chihuahua,.

## Systématique
Le nom correct complet (avec auteur) de ce taxon est Lindleya mespiloides Kunth, 1824.
Lindleya mespiloides a pour synonymes :
- Lindleya mespiloides Schltdl.
- Lindleya schiedeana Schltdl.
- Lindleyella mespilioides (Kunth) Rydb.
- Lindleyella mespiloides (Kunth) Rydb.
- Lindleyella schiedeana Rydb.

Lindleya Kunth, 1824 a pour synonymes, :
- Lindleyella Rydb., 1908
- Neolindleyella Fedde, 1940, nom. superfl.

Lindleya Kunth, 1824 a deux homonymes :
- Lindleya Nees, 1821, nom. illeg., synonyme de Gordonia Ellis, 1771 (famille des Theaceae) ;
- et Lindleya Kunth, 1822, nom. nud., synonyme de Casearia Jacq., 1760 (famille des Salicaceae).